# Mordellistena stephani
Mordellistena stephani là một loài bọ cánh cứng trong họ Mordellidae. Loài này được Downie miêu tả khoa học năm 1987.